# Dupkata
Dupkata es una reserva de la biosfera de Bulgaria, declarada en el año 1977. Se encuentra en los montes Ródope en la región de Pazardzhik. Su extensión total son 1.929 hectáreas, de las que 1.210,4 se corresponden a la Zona Núcleo y 718,9 a la Zona Tampón. La altitud de esta reserva es de 600 a 1.350 m s. n. m. Este territorio tuvo su primera protección como reserva natural en el año 1956.
Su principal ecosistema es mixto de montañas y tierras altas. La mayoría del bosque es de Pinus sylvestris, pino, pero también pueden encontrarse manchas de haya, abeto plateado, roble húngaro o pino salgareño. Es, por lo tanto, zona de predominio de coníferas (pinos, abetos plateados y piceas) pero con algunos caducifolios (hayas, álamo temblón o abedul).
La fauna es típica de esta media montaña templada, con osos, rebecos, gatos monteses y martas. 
Esta reserva de la biosfera está actualmente bajo revisión.